# 魔法少女奈葉 Sound Stage
魔法少女奈葉 Sound Stage（日语：魔法少女リリカルなのは サウンドステージ），是魔法少女奈葉系列三部電視動畫（無印、A's、StrikerS）劇情間的廣播劇、角色歌和原聲音樂等商品的CD合輯總稱。

## 魔法少女奈葉

### Sound Stage01
- 2004年11月26日發行。發行商King Records（商品番號：KICA-666）
- 講述第2話和第3話之間故事，名為第2.5，收錄了高町奈葉（田村由香里）、亞麗沙·巴寧斯（釘宮理恵）、月村鈴香（清水愛）三首角色歌

收錄内容
| 1. 2. 3. 4. 5. 6. Precious time - 歌：アリサ・バニングス（釘宮理恵） - 作詞：A-ko 作曲：佐野廣明 編曲：安井步 7. 8. きっとStand by you - 歌：月村すずか（清水愛） - 作詞：臼井晃 作曲、編曲：佐野廣明 | 9. 10. 11. 12. 13. 14. 15. Flying high! - 歌：高町奈葉（田村由香里） - 作詞：都築真紀 作曲：佐野廣明 編曲：安井步 16. |

### Sound Stage02
- 2005年1月13日發行。發行商國王唱片（商品番號：KICA-667）
- 講述第5話和第6話之間的故事，名為第5.5話，收錄菲特·泰斯塔羅沙（水樹奈奈）、艾爾芙（桑谷夏子）、莉妮丝（浅野真澄）三首角色歌。

收錄内容
| 1. 2. 3. 4. 5. 6. 7. - 歌：莉妮丝（浅野真澄） - 作詞：都築真紀 作曲、編曲：佐野廣明 8. 9. 10. - 歌：艾爾芙（桑谷夏子） - 作詞：A-ko 作曲、編曲：佐野廣明 | 11. 12. 13. 14. 15. 16. 17. 18. Wish - 歌：菲特·泰斯塔羅沙（水樹奈奈） - 作詞：都築真紀 作曲：happy soulman 編曲：安井步 19. |

### Sound Stage03
- 2005年4月6日發行。發行商King Records（商品番號：KICA-668）
- 講述最終話之后發生的故事，名為第14話，收錄高町奈葉（田村由香里）、尤諾·斯克萊亞（水橋香織）、菲特·泰斯塔羅沙（水樹奈奈）三首角色歌。

收錄内容
| 1. 2. 3. 4. 5. - 歌：高町奈葉（田村由香里） - 作詞：都築真紀 作曲、編曲：佐野廣明 6. 7. 8. - 歌：尤諾·斯克萊亞（水橋香織） - 作詞：都築真紀 作曲、編曲：佐野廣明 | 9. 10. 11. 12. 13. 14. 15. 16. Skyblue gradation - 歌：菲特·泰斯塔羅沙（水樹奈奈） - 作詞：都築真紀 作曲：happy soulman 編曲：安井步 |

### 原聲音樂
- 2005年5月11日發行。發行商King Records（商品番號：KICA-693）
- 魔法少女奈葉原聲音樂附帶BGM。

收錄内容
| 1. 片頭曲《innocent starter（TV-Size）》 - 歌：水樹奈奈 作詞：水樹奈奈 作曲、編曲：大平勉 2. 3. 4. 5. 6. 7. 8. 9. 10. 11. 12. 13. 14. 15. 16. 17. 18. 19. 20. 21. 22. | 23. 24. 25. 26. 27. 28. 29. 30. 31. 32. 33. 34. 35. - 歌：田村由香里 作詞：椎名可憐 作曲、編曲：太田雅友 36. 37. 38. 39. 40. - 声：Donna Burke 41. - 声：Kevin J.England |

## 魔法少女奈葉A's

### Sound Stage01
- 2005年11月23日發行。發行商King Records（商品番號：KICA-733）
- 講述第3話和第4話之間的故事，名為第3.5話，收錄了八神疾風（植田佳奈）、高町奈葉（田村由香里）、夏玛尔（柚木涼香）三首角色歌。

收錄内容
| 1. 2. 3. - 歌：八神疾風（植田佳奈） - 作詞：都築真紀 作曲：happy soul man 編曲：安井步 4. 5. BRAVE HEARTs - 歌：高町奈葉（田村由香里） - 作詞：都築真紀 作曲：happy soul man 編曲：安井步 6. 7. 8. 9. | 10. 11. 12. 13. 14. 15. 16. 17. 18. - 歌：夏玛尔（柚木涼香） - 作詞：A-ko 作曲：happy soul man 編曲：安井步 19. |

### Sound Stage02
- 2006年1月12日發行。發行商為King Records（商品番號：KICA-743）
- 講述第6話和第7話之間的故事，名為第6.5話，收錄席格娜（清水香里）、菲特·泰斯塔羅沙（水樹奈奈）、八神疾風（植田佳奈）三首角色歌。

收錄内容
| 1. 2. 3. - 歌：席格娜（清水香里） - 作詞：都築真紀 作曲、編曲：佐野廣明 4. 5. 6. 7. 8. 9. 10. | 11. 12. - 歌：菲特·泰斯塔羅沙（水樹奈奈） - 作詞：都築真紀 作曲：happy soul man 編曲：安井步 13. 14. 15. 16. 17. Snow Rain（第11話 挿入歌） - 歌：八神疾風（植田佳奈） - 作詞：都築真紀 作曲：happy soul man 編曲：安井步 18. |

### Sound Stage03
- 2006年3月8日發行。發行商為King Records（商品番號：KICA-768）
- 講述最終話之后發生的故事，名為第14話，收錄八神疾風（植田佳奈）、菲特·泰斯塔羅沙（水樹奈奈）、高町奈葉（田村由香里）三首角色歌。

収録内容
| 1. 2. 3. 4. 5. 6. - 歌：八神疾風（植田佳奈） - 作詞：A-ko 作曲、編曲：佐野廣明 7. 8. 9. - 歌：菲特·泰斯塔羅沙（水樹奈奈） - 作詞：都築真紀 作曲：happy soul man 編曲：安井步 10. | 11. 12. 13. 14. 15. 16. 17. 18. 19. 20. 21. 22. STARTing STARS - 歌：高町奈葉（田村由香里） - 作詞：都築真紀 作曲：佐野廣明 編曲：安井步 |

### Sound Stage 音樂精選集
- 作為第1期發行，A's中的三位女主角主人公：高町奈葉、菲特·泰斯塔羅沙、八神疾風的聲優負責錄制。
- 在第70屆Comic Market上發售，一般作為非賣品。

收錄曲目
| 高町奈葉 - 声：田村由香里 1. Flying high!（Lyrical Pop style） 2. （Sweet mix） 3. BRAVE HEARTs（Cyber mix） 4. STARTing STARS（Starlight mix） | 菲特·泰斯塔羅沙 - 声：水樹奈奈 1. （Heartful mix） 2. Skyblue gradation（Summertime edit） 3. （Flower mix） 4. Wish（Memories mix） | 八神疾風 - 声：植田佳奈 1. （Piano edit） 2. （Windy style） 3. Snow Rain（Another approach） |

## 魔法少女奈葉StrikerS

### Sound Stage01
- 2007年5月23日發行。發行商為King Records（商品番號：KICA-853）
- 講述第6話和第7話之間的故事，名為，收錄了昴·中島（斋藤千和）、八神疾風（植田佳奈）、高町奈葉（田村由香里）三首角色歌。

収録内容
| 1. 2. 3. 4. 5. 6. 7. 8. 9. 10. 11. 12. （第8話 插入曲） - 昴·中島（斋藤千和） - 作詞：都築真紀 作曲、編曲：佐野廣明 13. | 14. 15. 16. 17. 18. - 八神疾風（植田佳奈） - 作詞：A-ko 作曲・編曲：佐野廣明 19. 20. 21. 22. - 高町奈葉（田村由香里） - 作詞：都築真紀 作曲：happy soul man 編曲：安井步 23. |

### Sound Stage02
- 2007年7月18日發行。發行商為King Records（商品番號：KICA-854）
- 講述第14話和第15話之間的故事，名為，收錄高町奈葉（田村由香里）、菲特·泰斯塔羅沙（水樹奈奈）、凯珞·露·露茜（高橋美佳子）三首角色歌。

収録内容
| 1. 2. 3. 4. 5. - 歌：高町奈葉（田村由香里） - 作詞：都築真紀 作曲：happy soul man 編曲：安井步 6. 7. 8. 9. 10. 11. | 12. いつの日か - 歌：凯珞·露·露茜（高橋美佳子） - 作詞：A-ko 作曲、編曲：佐野廣明 13. 14. 15. 16. 17. 18. 19. Present - 歌：菲特·泰斯塔羅沙（水樹奈奈） - 作詞：都築真紀 作曲：happy soul man 編曲：安井步 20. 21. |

### Sound Stage03
- 2007年10月3日發行。發行商為King Records（商品番號：KICA-855）
- 講述第18話和19話中間的故事，名為，收錄了緹亞娜·蘭斯特（中原麻衣）、八神疾風（植田佳奈）、ReinForce II（野上尤加奈）三首角色歌。

収録内容
| 1. 2. 3. 4. 5. 6. 7. - 歌：緹亞娜·蘭斯特（中原麻衣） - 作詞：A-ko 作曲・編曲：佐野廣明 8. 9. - 八神疾風（植田佳奈） - 作詞：都築真紀 作曲：佐野廣明 編曲：安井步 | 10. 11. 12. 13. 14. 15. 16. 17. 18. 19. - 歌：ReinForce II（野上尤加奈） - 作詞：都築真紀 作曲、編曲：佐野廣明 20. |

### Sound Stage04
- 2007年12月12日發行。發行商為King Records（商品番號：KICA-856）
- 講述最終話之后的故事，名為，收錄了薇塔（真田麻美）、菲特·T·哈洛溫（水樹奈奈）和昴·中島（斎藤千和）、緹亞娜·蘭斯特（中原麻衣）、艾力欧·蒙迪尔（井上麻里奈）、凯珞·露·露茜（高橋美佳子）的四人共唱歌曲，總共三首角色歌。

收錄内容
| 1. 2. 3. 4. 5. 6. 7. 8. 9. 10. 11. 12. 13. 14. - 薇塔（真田麻美） - 作詞： 作曲： 編曲： 15. | 16. 17. 18. 19. 20. 21. 22. 23. To The Real - 歌：昴·中島（斎藤千和） 緹亞娜·蘭斯特（中原麻衣） 艾力欧·蒙迪尔（井上麻里奈） 凯珞·露·露茜（高橋美佳子） - 作詞：都築真紀 作曲：佐野廣明 編曲：安井步 24. 25. Endless Chain - 歌：菲特·T·哈洛溫（水樹奈奈） - 作詞：都築真紀 作曲：happy soul man 編曲：安井步 |

### Sound stage Vocal best collection
收錄曲
1. 魔法の言葉〜Lyrical harmony〜（SkyHigh Edition） [4分4秒]
- 歌：高町なのは（声：田村ゆかり）

2. Present（Sweet honey mix） [4分45秒]
- 歌：フェイト・T・ハラオウン（声：水樹奈奈）

3. 空色の約束（Heartful ver） [4分43秒]
- 歌：スバル・ナカジマ（声：斎藤千和）

4. 二人の翼（Rising mix） [4分10秒]
- 歌：ティアナ・ランスター（声：中原麻衣）

5. 星に祈りを（Kuru×2 mix） [3分47秒]
- 歌：八神はやて（声：植田佳奈）

6. いつの日にか Ballade mix） [4分6秒]
- 歌：キャロ・ル・ルシエ（声：高橋美佳子）

7. Endless Chain（Glory Graduation ver） [4分31秒]
- 歌：フェイト・T・ハラオウン（声：水樹奈奈）

8. あなたの笑顔に（Piano ver） [3分51秒]
- 歌：高町なのは（声：田村ゆかり）

9. 真紅の花（Best mix） [4分34秒]
- 歌：ヴィータ（声：真田アサミ）

10. あなたを想う（Holy Sing ver） [6分16秒]
- 歌：八神はやて（声：植田佳奈）

11. 小さな誓い（Acoustic ver） [4分6秒]
歌：リインフォースII（声：ゆかな）
12. To the real（Brave mix） [4分51秒]
- 歌：スバル・ナカジマ（斎藤千和）
- 歌：ティアナ・ランスター（中原麻衣）
- 歌：エリオ・モンディアル（井上麻里奈）
- 歌：キャロ・ル・ルシエ（高橋美佳子）

## StrikerS Sound StageX
- 講述的是魔法少女奈葉Strikers三年後的故事，片中並未有魔法少女奈葉A's一作中，包括其主角高町奈葉相關的人物登場。
- 故事是以緹亞娜·蘭斯特為主角而展開，描述如願成為執務官的她追查一件連續殺人事件，而與過去同為機動六課成員再度邂逅的故事。
- ED由I've的川田真美主唱。

## 外部連結
- （日語）魔法少女奈葉官方網站 （页面存档备份，存于）
- （日語）魔法少女奈葉A's官方網站 （页面存档备份，存于）
- （日語）魔法少女奈葉StrikerS官方網站 （页面存档备份，存于）
- （日語）StrikerS Sound StageX 官方網站 （页面存档备份，存于）